# Татьяна Ямнік
Татьяна Ямнік (словен. Tatjana Jamnik) — словенська бібліотекарка, письменниця, фотографиня та економістка, * 21 лютого 1962 Словень Градець (словен. Slovenj Gradec), Словенія † 16 березня 2022, Марибор (словен. Maribor), Словенія.

## Життєпис
Татьяна Ямнік народилася 21 лютого 1962 року в місті Словень Градець, Словенія. Вона навчалася у початковій школі та гімназії у Веленьї, а потім здобула вищу освіту на Вищій економіко-комерційній школі в Мариборі. Після закінчення навчання працювала комерційною спеціалісткою у компанії Gorenje, а з 1994 року — в компанії Košaki у Мариборі.
У 1999 році почала працювати в Мариборській бібліотеці як бібліотекарка. Паралельно здобула магістерський ступінь з економічно-бізнесових наук, захистивши дисертацію на тему стратегічного планування у громадських установах (2010). З 2000 року очолювала бібліотеку Duplek, що є підрозділом Мариборської бібліотеки. Вона активно залучала місцеву громаду до культурних заходів та протягом десяти років брала участь у проєкті Казкові вечори для дорослих (словен. Pravljični večeri za odrasle) як оповідачка.
Татьяна Ямнік померла 16 березня 2022 року у місті Марибор. Вона похована у Веленьї (район Подкрай).

## Творчість
Татьяна Ямнік була багатогранною творчою особистістю. У молодості займалася танцями, заснувала власну танцювальну групу, створювала хореографії та розширила її до танцювального театру. Пізніше працювала з дитячою театральною групою у Веленьї, для якої писала сценарії, а після переїзду до Марибора продовжила театральну діяльність у ''KUD Pomlad'' у місті Руше, де поставила виставу ''Шкофя-Лоцька страсна містерія'' (словен. Škofjeloški pasijon).
Вона також активно займалася літературною творчістю. Її роботи включають поезію, хайку, історичні, археологічні та біографічні нариси, що друкувалися у журналах "Svet & ljudje" та "Kekec". Писала гумористичні оповідання, репортажі, та казки. Її перша дитяча ілюстрована книга "Kruhek je šel po svetu" (2011) була перевидана у 2021 році в триєзичному форматі (словенська, італійська, ізольське наріччя). Також вона написала казки "Noč v puščavi" та "Duh gore Denali", натхненні її подорожами.

## Фотографія
Татьяна Ямнік захоплювалася фотографією та використовувала цей вид мистецтва для візуального доповнення своїх подорожніх нотаток і літературних робіт.

## Нагороди
- 2019 Премія Соврета за переклад роману Яна Немeца «Історія світла: роман про фотографа Франтішека Дртікола»
- 2009 Нагорода Радойки Вранчич за роман Ладіслава Фукса «Спалювач трупів».